# 赤鷹屬
赤鷹屬（Erythrotriorchis）是鷹科內的一屬，包含如下物種：
- 褐肩鷹 Erythrotriorchis buergersi
- 赤鷹 Erythrotriorchis radiatus